# Rodrigo Villagra
Rodrigo Román Villagra (ur. 14 lutego 2001 w Morteros) – argentyński piłkarz występujący na pozycji defensywnego pomocnika, od 2024 roku zawodnik River Plate.
Jego brat Cristian Villagra również był piłkarzem.